# Thần giáo tự nhiên
Thần giáo tự nhiên, tự nhiên thần luận hay lý thần luận (tiếng Anh: deism) là quan điểm triết học cho rằng thần linh hoặc Chúa trời không can thiệp trực tiếp vào thế giới, và rằng người ta có thể đạt đến các chân lý tôn giáo bằng việc chỉ sử dụng lý trí chứ không phải dựa vào mặc khải. Điều này đối lập với nhiều niềm tin tôn giáo như Kitô giáo, Hồi giáo và Do Thái giáo, khẳng định rằng các chân lý tôn giáo phụ thuộc vào mặc khải như được viết trong các kinh sách và lời chứng của những người khác, bên cạnh việc có thể dựa vào lý trí.

## Dẫn luận
Những người theo thuyết thần giáo tự nhiên phủ nhận hầu hết các hiện tượng siêu nhiên (tiên đoán, phép mầu) và có xu hướng khẳng định rằng Chúa trời lập sẵn một kế hoạch cho vũ trụ, và Chúa không thay đổi kế hoạch này bằng cách can thiệp vào các sự kiện trong cuộc sống con người hay tạm ngưng các quy luật tự nhiên của vũ trụ. Những gì mà các tôn giáo có tổ chức coi là mặc khải linh thiêng và kinh thánh thì những người theo thuyết thần giáo tự nhiên xem là các cách hiểu mà con người tự xây dựng chứ không phải những nguồn có căn cứ đáng tin cậy. Những người theo thuyết thần giáo tự nhiên tin rằng quà tặng lớn nhất của Chúa trời cho loài người không phải tôn giáo mà là năng lực lập luận bằng lý tính.
Thuyết thần giáo tự nhiên trở nên nổi bật trong các thế kỷ 17 và 18 trong Thời kỳ Khai sáng, đặc biệt tại Anh Quốc, Pháp, và Hoa Kỳ, chủ yếu trong số những người lớn lên trong môi trường Ki-tô giáo nhưng cảm thấy thất vọng với tôn giáo có tổ chức và các giáo lý chính thống như Ba Ngôi Thiên Chúa, thiên tính của Jesus, các phép lạ, hay sự không sai lạc của Kinh thánh, tuy rằng có đức tin vào một vị Chúa trời. Ban đầu, chủ thuyết này không hình thành nên những hội đoàn, nhưng theo thời gian, thuyết thần giáo tự nhiên đã dẫn đến sự phát triển của các nhóm tôn giáo khác, chẳng hạn như Nhất vị luận (Unitarianism), nhóm mà sau này phát triển thành Phổ độ luận Nhất vị (Unitarian Universalism). Thần giáo tự nhiên vẫn tiếp tục cho tới ngày này ở cả hình thức thần giáo tự nhiên cổ điển và thần giáo tự nhiên hiện đại.